# Rasovo (Bijelo Polje)
Pour les articles homonymes, voir Rasovo.
Rasovo (en serbe cyrillique: Расово) est un village du nord-est du Monténégro, dans la municipalité de Bijelo Polje.

## Démographie

### Évolution historique de la population[1]
| 1948 | 1953 | 1961 | 1971 | 1981 | 1991 | 2003 |
| ---- | ---- | ---- | ---- | ---- | ---- | ---- |
| 353  | 384  | 428  | 608  | 694  | 833  | 609  |